# Babylon 5
Babylon 5 is een sciencefictionserie die is bedacht, geproduceerd en grotendeels geschreven door J. Michael Straczynski. Het eerste seizoen ging in première in de VS op 26 januari 1994 en de serie liep uiteindelijk voor de beoogde vijf seizoenen. Beschrijvend het als "altijd opgevat als, fundamenteel, een verhaal van vijf jaar, een roman voor televisie", schreef Straczynski 92 van de 110 afleveringen, en diende als uitvoerende producent, samen met Douglas Netter.

## De Setting
Het verhaal speelt zich af tussen de jaren 2258 en 2262 en toont een toekomst waarin de Aarde een verenigde Aardse regering heeft. Kolonies binnen het zonnestelsel en daarbuiten vormen de Aard-Alliantie en er is contact gemaakt met andere ruimtevarende soorten. De personages beelden buitenaardse ambassadeurs en mensen uit die zijn toegewezen aan het 8 kilometer lange Babylon 5-ruimtestation in neutraal ruimtegebied, een centrum voor handel en diplomatie.
Beschreven als "een van de meest complexe shows op televisie", is Babylon 5 een serie die niet bestaat uit losstaande afleveringen. Zo worden sommige mysteries in het eerste seizoen pas opgelost het laatste seizoen. De verschillende verhaallijnen in Babylon 5 doen een beroep op profetieën, religieus fanatisme, raciale spanningen, sociale druk en politieke rivaliteiten, om een contextueel kader te creëren voor de motivaties en consequenties van de acties van de protagonisten. Met een sterke nadruk op karakterontwikkeling wilde Straczynski "een volwassen sciencefiction schrijven als reactie op de op dat moment bestaande SF-series die vasthielden aan losse afleveringen en statische karakters." Daarmee werd de nadruk gelegd op de gevolgen van de keuzes van de personages en het stellen van de "belangrijke" vragen waaronder "wie ben ik?" en "wat wil ik?".

## Invloed
Babylon 5 was de eerste tv-serie ter wereld die digitale animatie op grote schaal gebruikte. Deze techniek werd voornamelijk gebruikt voor het visualiseren van de scènes buiten het station, voor die tijd een innovatie gezien er in sciencefiction voornamelijk met miniatuur modellen werd gewerkt. Voor het gebruik van CGI ontving het tweemaal achter elkaar de Hugo prijs voor de beste drama presentatie.
De opbouw van Babylon 5, waarin één lang verhaal over de loop van de serie wordt verteld, was destijds op Amerikaanse televisie ongebruikelijk. Deze stijl is tegenwoordig meer mainstream geworden met series zoals bijvoorbeeld Game of Thrones, The Expanse of Star Trek Discovery.

## Plot
Het verhaal speelt zich af over een periode van 5 jaar (2258-2262), verpakt in 5 seizoenen van 22 afleveringen. Straczynski schreef het verhaal in klassieke vorm waarin elk seizoen staat voor een akte: introductie, opbouwende spanning, complicatie, conclusie en afloop. Elk seizoen heeft een gelijknamige aflevering dat centraal staat voor het plot in dat seizoen.

### Proloog
Seizoen 1 begint 10 jaar na de Aarde-Minbari oorlog waarin de Aarde net een oorlog met de veel machtigere Minbari overleefd heeft, die zich, ondanks hun superieure technologie, op mysterieuze wijze overgaven op het punt dat ze bijna klaar waren het menselijk ras te vernietigen tijdens de "Slag om de Linie". Na de oorlog wordt door de Aarde-Alliantie het Babylon project gestart om eventuele toekomstige conflicten te voorkomen. De Babylon ruimtestations moeten een plek vormen waarin mensen en buitenaardsen hun conflicten op een vredige manier op kunnen lossen. Babylon 1, 2 en 3 worden niet gerealiseerd door opzettelijke sabotage en Babylon 4 verdwijnt onder mysterieuze omstandigheden. Babylon 5 is het eerste station dat zijn deuren kan openen voor de buitenaardse ambassadeurs en het verhaal begint.

### Seizoen 1: "Signs and Portents" (2258)
In 2258 heeft commandant Jeffrey Sinclair (Michael O'Hare) de leiding over het station. Een groot deel van het verhaal draait om zijn geleidelijke ontdekking en herinnering van wat er met hem is gebeurd tijdens de Slag om de Linie in de Minbari oorlog.
Ondertussen nemen de spanningen toe tussen de Centauri Republiek, een rijk in verval en het Narn-regime, een voormalige bezet ras onder de Centauri. Ambassadeur G'Kar (Andreas Katsulas) van de Narn wenst dat zijn mensen wraak nemen op de Centauri voor wat ze gedaan hebben, en ambassadeur Londo Mollari (Peter Jurasik) van de Centauri wenst dat zijn mensen opnieuw het grote rijk worden dat ze ooit waren. Als onderdeel van deze strijd maakt Mollari een deal met de mysterieuze Morden (Ed Wasser) om terug te slaan naar de Narn, waardoor de spanningen verder toenemen.
Geleidelijk wordt bekend dat ambassadeur Delenn (Mira Furlan) lid is van de mysterieuze en krachtige Grijze Raad, het heersende lichaam van de Minbari. Tegen het einde van 2258 begint ze aan de transformatie tot een Minbari / menselijke hybride, zogenaamd om een brug te slaan tussen de mensen en Minbari. Het jaar eindigt met de dood van president Luis Santiago van de Aarde Alliantie. De dood wordt officieel geregistreerd als een ongeluk, maar sommige leden van het leger, inclusief het personeel van  Babylon 5 , geloven dat het een aanslag is.

### Seizoen 2: "The Coming of Shadows (2259)"
Aan het begin van 2259 vervangt kapitein John Sheridan (Bruce Boxleitner) Sinclair als de militaire gouverneur van het station nadat Sinclair is herbenoemd als ambassadeur op de thuiswereld van de Minbari. Sheridan neemt met enige terughoudendheid het commando over terwijl hij nog worstelt met de dood van zijn vrouw die omkwam op een expeditie. Hij en het commandopersoneel leren geleidelijk dat de moord op president Santiago werd geregeld door zijn toenmalige vicepresident, Morgan Clark, die nu president is geworden. Verder ontwikkelt zich een conflict tussen de commandopost van  Babylon 5  en het Psi-Corps, een steeds autocratischer wordende organisatie van telepathie die de levens van de mens overziet en controleert.
De Shadows, een oud en extreem krachtig ras dat onlangs uit de winterslaap is gekomen, blijken de oorzaak te zijn van een verscheidenheid aan mysterieuze en verontrustende gebeurtenissen, waaronder de aanval op de Narn buitenpost aan het einde van 2258. Centauri ambassadeur Mollari doet, zonder het te weten, beroep op hun hulp door zijn omgang met hun vertegenwoordiger Morden in het voortdurende conflict met de Narn. De bejaarde en noodlijdende Centauri-keizer, die lang een voorstander is van verzoening met de Narn, heeft helaas onvoldoende controle om te voorkomen dat andere machtige Centauri een oorlog beginnen te voeren tegen het Narn-regime. Wanneer de keizer plotseling sterft tijdens een vredesmissie naar  Babylon 5 , nemen een aantal samenzweerders, waaronder Mollari en Lord Refa, de controle over de regering van Centauri over door hun tegenstanders te vermoorden en de onstabiele neef van de overleden keizer op de troon te zetten. Hun eerste zet is om een oorlog te starten tegen de Narn. Nadat een volledige oorlog uitbreekt, veroveren de Centauri met de hulp van de Shadows via Londo uiteindelijk Narn in een brutale aanval waarbij massavernietigingswapens worden gebruikt. Tegen het einde van het jaar begint de regering-Clark steeds meer totalitaire kenmerken te vertonen, die mensen met afwijkende meningen arresteren en vrijheid van meningsuiting beperken. De Vorlons onthullen zich als de basis van de legendes over engelen op verschillende werelden, inclusief de Aarde, en zijn de oude vijanden van de Shadows. Ze roepen de hulp in van Sheridan in de strijd tegen de Shadows.

### Seizoen 3: "Point of No Return" (2260)
Het Psi-korps en president Clark, wiens regering schepen heeft ontdekt van de Shadows, die zijn begraven in het zonnestelsel van de Aarde, beginnen de organische technologie van de schepen te benutten. De Clark-administratie wordt steeds meer xenofobisch en totalitair, en ontwikkelt geleidelijk een Orwelliaanse overheidsstijl, waaronder inzet van een organisatie genaamd de Nachtwacht die burgers arresteert die meningen hebben die tegengesteld zijn aan die van het regime.
Sheridan en Delenn's "samenzwering van licht" werken om aanwijzingen te vinden over hoe je de Shadows kunt verslaan. Tijdens een missie nabij Ganymedes, een van de manen van Jupiter, wordt hun schip gezien door de schip van de Aarde Alliantie, maar niet herkend. Hoewel ze ontsnappen en er geen schoten werden afgevuurd tijdens de ontmoeting, gebruikt president Clark het als een excuus om de krijgswet te verklaren. Dit veroorzaakt een onafhankelijkheidsoorlog op Mars, die lange tijd een gespannen politieke relatie met de Aarde had.  Babylon 5  probeert conflicten met de Aarde te vermijden, maar in reactie op civiele bomaanslagen op Mars, bezorgdheid over de Nachtwacht en illegale bevelen bedoeld om hun bevolking te onderdrukken, kiezen ze ervoor om Babylon 5 onafhankelijk te verklaren van de Aarde Alliantie, samen met verschillende andere afgelegen Aarde Alliantie-kolonies waaronder Orion VII en Proxima III. Als reactie probeert de Aarde-alliantie  Babylon 5  met geweld te heroveren, maar met de hulp van de Minbari wordt de aanval tegen hoge kosten afgeslagen.
Zich zorgen makend over de groeiende invloed van de Shadows onder zijn mensen, probeert Centauri-ambassadeur Mollari de banden met hen te verbreken. Morden brengt hem ertoe de samenwerking te herstellen door de moord op de minnares van Mollari te plannen en tegelijkertijd de schuld te leggen bij Lord Refa. Open oorlogsvoering breekt uit tussen de Shadows en de alliantie geleid door  Babylon 5  en de Minbari. Er wordt geleerd dat genetische manipulatie door de Vorlons de bron is van telepathie bij mensen en andere rassen, omdat later wordt ontdekt dat Schaduwschepen kwetsbaar zijn voor telepathische aanvallen. Ontevreden over het gebrek aan directe actie van de Vorlons tegen de Shadows, overtuigt kapitein John Sheridan de ambassadeur van Vorlon Kosh Naranek in het lanceren van een aanval tegen hun gezamenlijke vijand. Kosh's daden leiden echter tot zijn moord door de Shadows.
Voormalig stationcommandant Jeffrey Sinclair keert terug naar  Babylon 5  om de hulp in te roepen van kapitein Sheridan, Delenn, Ivanova en Marcus door het Babylon 4 ruimtestation te stelen en het 1000 jaar terug in de tijd te sturen, waar het gebruikt kan worden als een basis tegen de Shadows in de vorige Minbari-Schaduw-oorlog. Nadat hij een transformatie had ondergaan die vergelijkbaar was met die van Delenn aan het einde van Seizoen 1, transformeert Sinclair zichzelf in een Minbari en wordt vervolgens onthuld dat hij Valen is van Minbari-legende, eerder dan gewoon een reïncarnatie. Ondertussen, als gevolg van de onstabiele tijdreizen, ziet Sheridan een visioen van de ondergang van Centauri Prime wanneer het wordt aangevallen door Schaduw-bondgenoten na de Schaduwoorlog, en hij wordt vastbesloten om die toekomst te voorkomen.
Sheridan en Delenn beginnen een romantische relatie, maar hun leven en de oorlog worden onderbroken door de plotselinge terugkeer van de vrouw van Sheridan, die verondersteld werd dood te zijn nadat ze jaren geleden aan een archeologische expeditie naar Z'ha'dum deelnam. Ze vertelt Sheridan dat de Shadows niet slecht zijn, in de hoop hem terug te halen en hem voor hun zaak te rekruteren. Hij realiseert zich al snel dat haar geest is gemanipuleerd en gecorrumpeerd door de Shadows, maar accepteert haar aanbod om Z'ha'dum te bezoeken omdat hij hoopt dat het de melkweg sneller zal redden en de ondergang van Centauri Prime zal voorkomen. Hij neemt een paar kernkoppen mee, die hij gebruikt om hun grootste stad te vernietigen, en wordt voor het laatst gezien in een kilometers diepe put springen om aan de explosie te ontsnappen.
Schaduwschepen verschijnen op het station, maar verdwijnen na de aanval van Sheridan op Z'Ha'Dum. Echter. Nadat ze zijn vertrokken, merkt het personeel van het station op dat Garibaldi (Jerry Doyle), die in een jager was gegaan om het station te verdedigen tegen de Schaduwschepen, niet is teruggekeerd.

### Seizoen 4: "No Surrender No Retreat" (2261)
In 2261 treden de Vorlons toe tot de Shadow-oorlog, maar hun tactiek wordt een zorg voor het bondgenootschap wanneer de Vorlons beginnen met het vernietigen van hele planeten waarvan ze denken dat ze zijn 'beïnvloed' door de Shadows. Verstoord door deze gang van zaken rekruteert Babylon 5 verschillende andere krachtige en oude rassen voor hun zaak, tegen zowel de Shadows als de Vorlons. Kapitein John Sheridan keert terug naar het station nadat hij van Z'ha'dum is ontsnapt en alle rassen herenigt tegen de Shadows, maar voor een prijs: hij heeft nog slechts 20 jaar te leven. Hij wordt vergezeld door een mysterieuze buitenaards wezen genaamd Lorien die beweert het eerste wezen in de melkweg te zijn, en die Sheridan's leven redde op Z'ha'dum. Zodra Sheridan terugkeert, formaliseren hij en Delenn hun relatie en beginnen ze te trouwen, hoewel de meeste van hun plannen worden opgeschort vanwege de aanhoudende oorlog.
Uren voordat Sheridan terugkeerde, werd Garibaldi gered en keerde terug naar het station, in nogal twijfelachtige omstandigheden. In de loop van de komende maanden wordt hij opvallend paranoïde en wantrouwend tegenover andere buitenaardse rassen en Sheridan dan voorheen, waardoor hij zich zorgen maakte onder zijn vrienden en collega's.
Centauri keizer Cartagia smeedt een relatie met de Shadows. Met de terughoudende hulp van zijn vijand G'Kar, ontwerpt Londo Mollari de moord op Cartagia en verwerpt hij zijn overeenkomst met de Shadows. In ruil voor de hulp van G'Kar bevrijdt Londo de Narn van de Centauri-bezetting. Londo vermoordt daarna Morden en vernietigt de Schaduw-schepen op basis van de Centauri thuiswereld, in een succesvolle poging om zijn planeet te redden van vernietiging door de Vorlons. Geholpen door de andere oude rassen, en een aantal jongere, lokt Sheridan zowel de Vorlons als de Shadows in een immense veldslag, waarin de Vorlon en Shadows onthullen dat ze zijn achtergelaten als bewakers van de jongere rassen, maar vanwege filosofische verschillen, eindigden ze als pionnen in hun eindeloze proxy-oorlogen door de eeuwen heen. De jongere rassen verwerpen hun voortdurende inmenging, en de Vorlons en Shadows, stemmen in om de melkweg te verlaten om de jongere rassen hun eigen weg te laten vinden.
Nadat de Shadows verslagen zijn, verlaat Garibaldi zijn functie als hoofd veiligheid en werkt hij zelfstandig als een "informatieconsulent". Hij begint te werken voor William Edgars, een Mars-magnaat, die getrouwd is met zijn vroegere liefde Lise Hampton. Terwijl hij steeds nauwer samenwerkt met Edgars, wordt hij steeds agressiever tegen Sheridan en verlaat uiteindelijk 'Babylon 5' '.
De thuiswereld van de Minbari wordt gegrepen door een korte burgeroorlog tussen de krijger en religieuze kasten. Delenn ontmoet stiekem Neroon van de krijgerskaste en overtuigt hem ervan dat geen van beide partijen mag winnen. Ze vertelt hem dat ze een ritueel zal ondergaan waarin ze bereid is zichzelf te offeren, maar het ritueel zal stoppen voordat ze daadwerkelijk sterft. Wanneer Neroon ziet dat ze eigenlijk van plan is om het hele ritueel door te nemen, redt hij haar en offert hij zichzelf in plaats daarvan, verklarend dat, hoewel hij krijgerskaste werd geboren, hij in zijn hart van de religieuze kaste is.
Als onderdeel van het conflict tussen de Aarde en Babylon 5 verraadt Garibaldi uiteindelijk Sheridan en regelt hij zijn gevangenneming om het vertrouwen van Edgars te winnen en zijn plannen te leren. Garibaldi ontdekt later dat Edgars een virus heeft gemaakt is om de telepaten uit te roeien. Er wordt vervolgens onthuld dat nadat Garibaldi het jaar ervoor werd gevangengenomen, hij naar het Psi-Corps werd gebracht en opnieuw door Bester werd geprogrammeerd om hem op het juiste moment informatie te verstrekken. Bester bevrijdt Garibaldi van zijn programmering en laat hem alles onthouden wat hij had gedaan sinds hij was ontvoerd. Edgars wordt uiteindelijk vermoord door het Psi-Corps. Zijn vrouw verdwijnt, maar wordt na het einde van de oorlog herenigd met Garibaldi.
Sheridan wordt gemarteld en verhoord door diegenen die hopen hem te breken en hem te veranderen in een propaganda-instrument voor de totalitaire regering van de Aarde. Gelukkig kan Garibaldi Sheridan bevrijden en hem terugbrengen naar de campagne om de Aarde te bevrijden. Een alliantie geleid door Babylon 5 bevrijdt de Aarde van een totalitaire regering door president Clark in een korte maar bloedige oorlog. Dit culmineert in de zelfmoord van Clark en het herstel van de democratische regering van de Aarde Alliantie. Mars krijgt volledige onafhankelijkheid en Sheridan stemt ermee in te worden ontslagen uit het Aardse leger. De Liga wordt ontbonden en hervormd tot de Interstellaire Alliantie, met Sheridan tot eerste president verkozen en zijn commando over de Rangers, die moeten optreden als een galactisch equivalent van VN-vredeshandhavers. Londo en G'Kar gaan een ongemakkelijk bondgenootschap aan om zowel hun beide rassen als Sheridan te helpen bij het vormen van de Interstellaire Alliantie. Tijdens de laatste slag om de Aarde te bevrijden van het regime van Clark, is Ivanova ernstig gewond geraakt en heeft slechts een paar dagen te leven. Marcus, die verliefd was geworden op Ivanova, vindt dat hetzelfde buitenaardse helingsapparaat wordt gebruikt om Garibaldi te laten herleven aan het begin van het tweede seizoen en brengt bijna al zijn levensenergie over naar Ivanova, waardoor ze blijft leven. Dit veroorzaakt bij haar immense emotionele angst en ze kiest ervoor om Babylon 5 te verlaten voor een volgende commando binnen de Aarde strijdkrachten. Marcus wordt op haar verzoek in onbeperkte cryogene opslag geplaatst, in afwachting van de reanimatietechnologie.
Sheridan en Delenn vervolledigen hun huwelijksceremonie terwijl ze op weg zijn naar Babylon 5, waar ze de Interstellaire Alliantie zullen leiden tot de voltooiing van het permanente hoofdkwartier. In de seizoensfinale worden de gebeurtenissen van 100, 500, 1000 en een miljoen jaar in de toekomst getoond, die de blijvende invloed van Babylon 5 in de geschiedenis weergeven. Enkele van de getoonde evenementen zijn de politieke nasleep van de burgeroorlog in 2261, een daaropvolgende nucleaire oorlog op Aarde waarbij een nieuwe totalitaire regering betrokken was in 2762, de resulterende val van de Aarde in een pre-industriële samenleving, het verlies en herstel van de mensheid, en de uiteindelijke evolutie van de mensheid in energie wezens vergelijkbaar met de Vorlons, waarna de zon van de Aarde nova gaat.

### Seizoen 5: "The Wheel of Fire" (2262)
In 2262 wordt kapitein Elizabeth Lochley aangesteld om het commando van het station over te nemen, dat nu ook het hoofdkwartier is van de Interstellaire Alliantie. Het station groeit in zijn rol als een toevluchtsoord voor telepaten die het Psi-Corps ontlopen, resulterend in conflicten. G'Kar, voormalig Narn-ambassadeur op  Babylon 5 , wordt ongewild een spiritueel icoon nadat een boek dat hij schreef terwijl hij tijdens de Narn-Centauri-oorlog werd opgesloten zonder zijn medeweten werd gepubliceerd. De Drakh, voormalige bondgenoten van de Shadows die in de Melkweg verbleven, nemen de controle over op Centauri Prime en vervolgens een oorlog starten tussen de Centauri en de Interstellaire Alliantie, om de Centauri te isoleren van de Alliantie en een kneedbare thuiswereld voor zichzelf te verwerven.
Centauri Prime wordt verwoest door Narn en Drazi oorlogsschepen en Londo Mollari wordt keizer en beëindigt de oorlog. Echter, de Drakh chanteren hem, onder bedreiging van de complete nucleaire vernietiging van de planeet. Vir Cotto, Mollari's trouwe en meer morele assistent, wordt ambassadeur van  Babylon 5  in zijn plaats. G'Kar laat ook  Babylon 5  achter om aan zijn ongewenste roem te ontsnappen. Sheridan en Delenn verhuizen naar een stad op Minbar, waar het nieuwe hoofdkwartier van de Interstellaire Alliantie zich bevindt, terwijl ze hun eerste jaar huwelijk en de aanstaande geboorte van hun zoon vieren, en treuren om het verlies van dierbare vriendschappen. Garibaldi trouwt en vestigt zich op Mars, waar hij en zijn vrouw het bezit delen van een Edgars bedrijf. De meeste andere hoofdpersonen, waaronder Stephen Franklin en Lyta Alexander, verlaten ook 'Babylon 5'.
Zoals eerder in de serie te zien is in de flash-forwards, omvatten de volgende jaren de regering van Londo Mollari als Centauri-keizer. Zestien jaar later offert Londo zijn leven om Sheridan en Delenn van de Drakh te redden, in de hoop dat zij op hun beurt Centauri Prime kunnen redden. Om te voorkomen dat de Drakh zijn list ontdekt, vraagt hij G'Kar, nu een oude vriend, om hem te vermoorden, maar de parasiet in Londo wordt wakker en dwingt hem G'Kar in ruil daarvoor te vermoorden. Ze sterven aan elkaars keel, in overeenstemming met Londo's visie vele decennia eerder, en Vir Cotto volgt hem op als keizer, vrij van invloed van de Drakh.
Drie jaar na de dood van Londo staat Sheridan zelf op het punt van de dood en neemt nog een laatste kans om zijn oude vrienden samen te verzamelen. Kort na zijn afscheidsfeest neemt Sheridan afscheid van Delenn, hoewel ze op Minbari-wijze het woord 'welterusten' gebruiken om hun hoop op een eventuele hereniging aan te duiden. Sheridan maakt vervolgens een laatste reis naar het verouderde  Babylon 5  voor de ontmanteling van het station. Hij keert terug naar de plaats van het laatste gevecht tussen de Vorlons en de Shadows en sterft blijkbaar, maar wordt in plaats daarvan geclaimd door Lorien, die hem uitnodigt om zich bij de anderen aan te sluiten op een reis voorbij de rand van de Melkweg. Babylon 5 wordt vernietigd kort na het vertrek van Sheridan, het bestaan ervan is niet langer nodig omdat de Interstellaire Alliantie zijn diplomatieke doeleinden heeft overgenomen en andere handelsroutes zijn gevestigd. Deze laatste aflevering bevat een cameo van Straczynski als technicus die het licht uitdoet voordat  Babylon 5  wordt opgeblazen.

## Afleveringen
Zie: Lijst van afleveringen van Babylon 5

## Films
Van Babylon 5 zijn de volgende films en soundtracks uitgebracht:
- The Gathering (1993)
- In The Beginning (1998)
- Thirdspace (1998)
- The River Of Souls (1998)
- A Call To Arms (1999)
- The Legend of the Rangers: To Live and Die in Starlight (2002)
- The Lost Tales - Voices in the Dark (2007) met soundtrack Babylon 5: The Lost Tales.
- The Road Home (2023) (animatie)

## Uitzendingen en uitgaves
De pilotaflevering, The Gathering, werd uitgezonden op 22 februari 1993 en de serie zelf werd in de Verenigde Staten uitgezonden van 26 januari 1994 tot en met 25 november 1998. In Nederland is de serie op verschillende zenders te zien geweest in midden en eind jaren 90, waaronder RTL 4 en RTL 5. In Vlaanderen zijn alleen de eerste twee seizoenen uitgezonden door VT4.
De serie is oorspronkelijk in 16:9 breedbeeldformaat opgenomen, maar is in Vlaanderen en Nederland, net zoals in de Verenigde Staten, in 4:3 formaat uitgezonden. In de Verenigde Staten zijn herhalingen van de serie wel in 16:9 breedbeeldformaat gebeurd.
Eind jaren 1990 is door Warner Home Video het eerste seizoen met Nederlandse ondertiteling op VHS (video) uitgebracht in Nederland en Vlaanderen onder de naam 'Spacecenter Babylon 5'. Deze videobanden waren in 4:3 beeldformaat. Vanaf 2003 is de complete serie in 16:9 anamorf breedbeeld uitgebracht op dvd onder de naam 'Babylon 5'.

## Overige
De muziek werd gecomponeerd door Christopher Franke en werd uitgevoerd door het Berlijnse Philharmonisch Orkest.